# Orsaksadverbial
Orsaksadverbial är ett adverbial som uttrycks mest typiskt med prepositionen av, exempelvis De dog av hunger. Andra vanliga fraser är på grund av och tack vare, som i meningarna Flyget var inställt på grund av strejken och Tack vare hjälpsändningarna överlevde de flesta. I en sats som Förseningen berodde på strejken är visserligen strejken en orsak, men det av verbet starkt styrda satsledet uppfattas ofta inte som ett adverbial utan som ett komplement. Vid verb som (för)orsaka, föranleda, framkalla etcetera är orsaksuttrycket satsens subjekt.
Även kausala bisatser (orsaksbisatser) kan ses som orsaksadverbial.